# Focke-Wulf Ta 183
Die Focke-Wulf Ta 183 Huckebein (auch Focke-Wulf Jäger-Projekt VI) war ein deutsches Jagdflugzeug-Projekt mit Strahlantrieb aus dem Zweiten Weltkrieg (der Beiname Huckebein bezog sich auf die gleichnamige Gestalt des Unglücksraben bei Wilhelm Busch).
Es handelte sich um ein einstrahliges, einsitziges Flugzeug mit gepfeilten Tragflächen, das mit einer Druckkabine ausgestattet und mit Kanonen bewaffnet werden sollte. Wie bei allen deutschen Strahlflugzeugprojekten gegen Kriegsende war auch bei diesem Muster ein einziehbares Bugradfahrwerk vorgesehen.

## Ta 183 Entwurf I und II
Der Entwurf beruhte auf Konzeptstudien von Hans Multhopp zum Jäger-Projekt VI von Focke-Wulf (Bezeichnung nach Nowarra, bei Wagner wird die Bezeichnung P V verwendet) aus den Jahren 1942 bis 1943, die jedoch nicht verwirklicht wurden. Um die verschiedenen Entwürfe besser zu unterscheiden, wurde dieser Entwurf später auch oft als „Ta 183 Entwurf I“ bezeichnet. Bereits Mitte 1944 wurde ein Entwicklungsauftrag für ein 1000 km/h schnelles Jagdflugzeug ausgeschrieben. Im Rahmen des Jägernotprogramms vom Herbst 1944 wurde das Konzept „Ta 183 Entwurf II“ auf Vorschlag von Kurt Tank am 19. Dezember 1944 bei einer Vergleichsbesprechung bei der DVL vorgestellt und im Februar 1945 akzeptiert.

### Technische Daten

Dreiseitenriss Ta 183

| Kenngröße             | Daten |
| --------------------- | --- |
| Besatzung             | 1 |
| Länge                 | 9,20 m                                                                                                   |
| Spannweite            | 10 m bei 40° Pfeilung                                                                                    |
| Höhe                  | 3,86 m                                                                                                   |
| Flügelfläche          | 22,50 m²                                                                                                 |
| Flügelstreckung       | 4,4 |
| Leermasse             | 2380 kg                                                                                                  |
| Startmasse            | 5100 kg (davon 1565 kg Treibstoff)                                                                       |
| Flächenbelastung      | 196 kg/m²                                                                                                |
| Höchstgeschwindigkeit | 962 km/h                                                                                                 |
| Dienstgipfelhöhe      | 14.000 m                                                                                                 |
| Reichweite            | |
| Triebwerk             | ein Strahltriebwerk Heinkel-Hirth HeS 109-011 A-0 mit 1300 kp Schub                                      |
| Bewaffnung            | 4 × MK 108, 2 × SC-500- oder SD-500-Bombe, 1 × BT 200, 5 × Sprengbomben Dickwandig, oder 4 × X-4-Raketen |

## Ta 183 Entwurf III

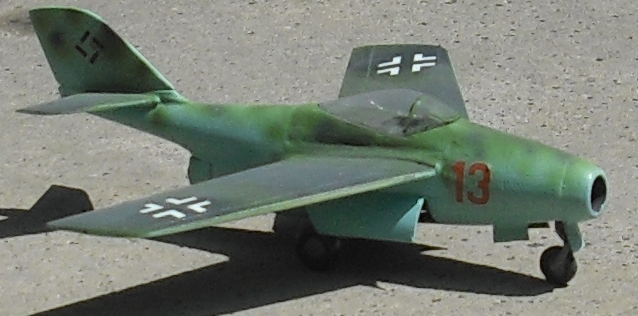
Modell der Ta 183, „Entwurf III“

Gegenüber den ursprünglichen Entwürfen, die ein T-Leitwerk und den Einbau der Bewaffnung im Bug unterhalb des Triebwerkeinlasses vorgesehen hatten, zeigte der endgültige „Entwurf III“ der Ta 183 ein konventionelles Leitwerk, einen Rumpf mit einer weiter zur Rumpfmitte gerückten Kabine, neu konstruierte Tragflächen sowie Kanonen oberhalb des Triebwerkseinlasses. Im März 1945 wurden 16 Vorserienmodelle bestellt. Da die gewünschte He-S-011-Strahlturbine noch nicht zur Verfügung stand, sollten die Prototypen V0 bis V4 mit einem Jumo-004B-Strahltriebwerk ausgerüstet werden. Der Erstflug war für Mai/Juni 1945 geplant. Am 8. April 1945 wurden die Entwicklungsbüros von britischen Truppen besetzt, die Arbeiten am ersten Vorserienmodell wurden nicht mehr beendet.

## Weitere Entwürfe

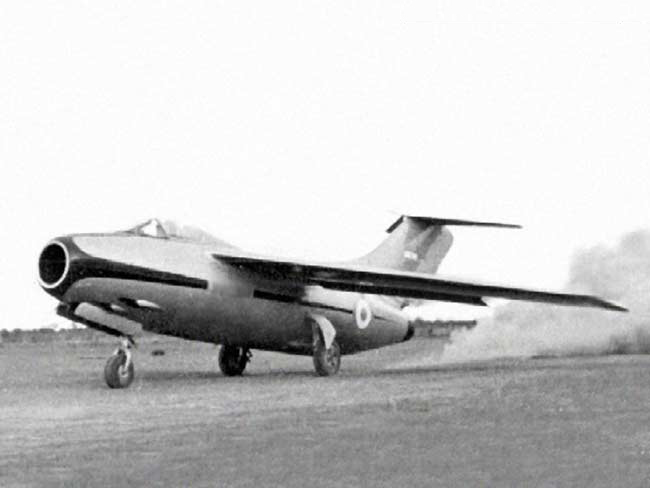
Die Pulqui II war stark durch die Ta 183 beeinflusst

Einige Erkenntnisse dieser und parallel laufender Entwicklungsarbeiten (wie die an der Messerschmitt P.1101) wurden weiterverwendet bei der Entwicklung der Strahlflugzeuge der zweiten Generation wie der MiG-15, Saab 29 Tunnan, der North American F-86 Sabre. Die ab 1947 unter Leitung von Kurt Tank in Argentinien entwickelte FMA I.Ae. 33 Pulqui II gilt als modifizierte Variante der Ta 183, wobei das Leitwerk sowie die Waffenanordnung dem „Entwurf II“ entsprachen.